# Euphorbia cuspidata
Euphorbia cuspidata là một loài thực vật có hoa trong họ Đại kích. Loài này được Bertol. mô tả khoa học đầu tiên năm 1843.